# Domino (Saara Aalto)
Domino è un singolo della cantante finlandese Saara Aalto, pubblicato il 16 febbraio 2018 ed estratto dall'album Wild Wild Wonderland.

## Il brano
Il brano è stato scritto da Thomas G:son, Bobby Ljunggren, Johnny Sanchez, Will Taylor e Saara Aalto.
Nel novembre 2017 era stata annunciata la partecipazione di Saara Aalto all'Eurovision Song Contest 2018 in rappresentanza della Finlandia e che la sua canzone sarebbe stata scelta tramite la selezione nel corso del Uuden Musiikin Kilpailu 2018.
Il processo di selezione della canzone si è svolto il 3 marzo 2018. Il brano Domino, insieme ai brani Monsters e Queens era una delle tre proposte dell'artista. La canzone selezionata è stata tuttavia Monsters.

## Tracce
Download digitale
1. Domino – 3:00

## Classifiche
| Classifica (2018) | Posizione massima |
| ----------------- | ----------------- |
| Finlandia         | 18                |